# Футуна (мова)
Футу́на — одна з двох аборигенних мов французького заморського співтовариства Волліс і Футуна. Основна мова островів Хорн в західній частині Полінезії, також використовується футунською діаспорою на Новій Каледонії. У деяких роботах називається східна Футуна, щоб уникнути плутанини з внешнеполінезійськім мовою футуна-аніва, також відома як західна Футуна.
Найближчі родичі футуни - зовнішньополінезійські мови футунійської групи, які використовуються групами полінезйських переселенців в декількох меланезійських державах: тікопіа, іфіра-меле, анута та інші. З мов Полінезійського трикутника найближчою до футуни прийнято вважати самоанську, тривалий час здійснювала на неї вплив. Це ускладнює взаєморозуміння між носіями футуна і увеа, мови острова Волліс, яка в доєвропейського період входила до складу тонганської імперії і піддавалася сильному впливу тонганської мови. Мовою міжнаціонального спілкування на островах Волліс і Футуна є французька.